# Арсеньев, Павел Арсеньевич
Павел Арсеньев (род. 18 января 1986 года, Ленинград, СССР) — российский поэт, художник, теоретик искусства.

## Биография
Окончил в 2010 году магистратуру факультета филологии и искусств СПбГУ (по специальности «теория литературы»). Получил степень docteur ès lettres в Университете Женева в 2021 году.
Работает с графическими аспектами и формами материализации поэтического текста. Участник ряда коллективных и персональных выставок с 2009 года (см. Персональные проекты и коллективные выставки).
Стихи публиковались в интернете, российских и зарубежных журналах и антологиях. Выходили авторские поэтические сборники (см. книги).
Стихи переводились на английский, немецкий, итальянский, нидерландский, датский, финский, греческий, польский, болгарский, словацкий и румынский языки.
Критические статьи и теоретические эссе — в журналах Russian Literature, «Новое литературное обозрение», «Логос», «Художественный журнал», газете коллектива «Что делать?», на сайте OpenSpace.ru, Art1, Arterritory. Переводил теоретические работы Пьера Бурдьё, Антуана Компаньона, Мишеля де Серто, Тьерри де Дюва и др.
Участник Уличного Университета (2008—2012), организатор Фестиваля Поэзии на Канонерском Острове (2009, 2010, 2011), участник Лаборатории поэтического акционизма (2008—2012, совместно с Романом Осминкиным и Диной Гатиной).
Главный редактор литературно-теоретического журнала «Транслит» и куратор программы мероприятий альманаха с 2007 года. Художественный руководитель Лаборатории [Транслит] в Московской Школе Новой Литературы.
Лауреат Премии Андрея Белого (2012). Стипендиат факультета искусств Лозаннского Университета (2013—2014). Призёр конкурса молодых художников галереи AnnaNova «Искусство и образование» (2015). докторант Университета Женевы (с 2017 года).

## Отзывы
Тексты Арсеньева организованы как логические задачи с четко обозначенным субъектом высказывания: перед нами своего рода «машина иронии», призванная подначить читателя, вызвать у него недоумение или, наоборот, согласие. Что касается последнего, то и здесь скрыта своего рода ловушка, которая позволяет воспринимать тексты Арсеньева не только как сценарии для проводимых им акций, но и как собственно поэтический текст, направленный на проблематизацию социальных и культурных стереотипов, имеющих хождение в рамках литературного поля, — Денис Ларионов.

Поэтическому тексту свойственна некая отрешенность от действительности и замкнутость, а Павел Арсеньев пытается придать ему материальность, преодолевая разрыв между словом и практикой. В своей работе автор обращается к строчкам поэта концептуальной школы Всеволода Некрасова, которые следуют одна за другой и материализуются в буквах. В инсталляции художника поэзия обретает форму, пространство объекта и развитие во времени, которые свойственны действию. Символ гражданского подъема недавних протестных акций — транспарант с фразой Павла Арсеньева «Вы нас даже не представляете» — наглядная демонстрация выхода поэзии за пределы печатной страницы и её включение в социальную действительность — Елена Яичникова.

## Книги
- То, что не укладывается в голове. — СПб.: AnnaNova, 2005.
- Бесцветные зелёные идеи яростно спят. — М.; СПб: *kraft, 2011[7].
- Spasm of Accomodation — Berkeley: Commune Editions, 2017.
- Reported Speech — New York: Cicada Press, 2018.
- Литература факта высказывания. Очерки по прагматике и материальной истории литературы — СПб.: *démarche, 2019.
- Lo spasmo di alloggio — Bologna: Arcipelago Itaca Edizioni, 2021.
- Литература факта и проект литературного позитивизма в Советском Союзе 1920-х годов — Новое Литературное Обозрение, 2023.
- Le russe somme non-maternelle — Aix-en-Provence: Vanloo Editions, 2024.

## Персональные художественные проекты
- 2012 — «Орфография сохранена». Площадка «Старт», Винзавод, Москва.
- 2013 — «Примечания переводчика», Четверть, Санкт-Петербург; Музей Москвы, Москва.
- 2014 — «Тексты, найденные под обоями», в рамках выставки «Квартирное искусство как домашнее сопротивление». Публичная программа Манифесты10, Санкт-Петербург.
- 2015 — «31 инструкция по эксплуатации поэтического аппарата». Büro für kulturelle Übersetzungen, Лейпциг.
- 2015 — «Фрагменты идеологического серфинга», Форма, Москва
- 2015 — «Разделяя сказанное: две работы о коммунизме голоса и письма», Институт ProArte, Петербург.
- 2016 — «Машина письма „Гоголь“», «Записки сумасшедшего прекария», Дом Гоголя, Москва.
- 2015 — «Материальная поэзия», Лендок, Петербург.
- 2016 — «Poésie objectif», Matadero, Мадрид.
- 2017 — «Афган-Кузьминки» (спектакль по тексту К. Чухров), Точка Доступа/Новая сцена, Петербург.
- 2017 — «Neuro Sync Poetry» (в соавторстве с О. Гудачевым), Новая Сцена (Лаборатория Медиапоэзии), Петербург.
- 2017 — «Нравится Москва», Сosmoscow, Москва.
- 2017 — «La propagande par le fait» (в соавторстве с М. Куртовым), Kunstraum Dreiviertel, Bern.

## Избранные групповые выставки
- 2018/2021 — «Poetry & Performance. The Eastern European Perspective», Nova synagoga, Zilina / Kulturni centar, Beograd / Shedhalle, Zürich / Moterenhalle, Dresden.
- 2017 — «Město a emoce», Hybernska, Прага (реплика «Фрагменты идеологического серфинга»).
- 2017 — «Введите свой текст», Бергольдт-центр, Петербург (реплика «Тексты, найденные под обоями»).
- 2016 — «Souvenirs from nowhere». Matadero, Madrid (проект «Poésie objectif»)
- 2016 — «.txt», Дом Гоголя, Москва, (проекты «Машина письма „Гоголь“», «Записки сумасшедшего прекария»)
- 2015 — «Дом голосов: на полях языка». Лендок, Петербург (проект «Материальная поэзия»)
- 2015 — Фестиваль «Форма», Москва (проект «Фрагменты идеологического серфинга»)
- 2014 — «Disobidient objects». Victoria and Albert Museum, London.
- 2014 — «Другая столица». Музей Москвы, Москва.
- 2014 — «Карта поэтических действий», «Текст на улице/текст в помещении». Публичная программа Манифесты10, Санкт-Петербург.
- 2013 — «Текстологии». Четверть, Санкт-Петербург, Красноярск.
- 2013 — «Жизнь как форма (Кочевая версия)». ЦТИ «Фабрика», Москва.
- 2012 — III Московская международная биеннале молодого искусства. Третьяковка на Крымском валу, Москва.
- 2012 — «Вы нас даже не представляете». «Artplay», Москва.
- 2011 — «МедиаУдар» (спецпроект IV Московской биеннале). «Artplay», Москва.
- 2010 — «Артерия». «Открытое пространство», Зеленогорск.
- 2009 — Subvision kunst festival, Гамбург.